# Lamprempis chichimeca
Lamprempis chichimeca är en tvåvingeart som beskrevs av Wheeler och Axel Leonard Melander 1901. Lamprempis chichimeca ingår i släktet Lamprempis och familjen dansflugor. Inga underarter finns listade i Catalogue of Life.